# Голям-Ізвор (Ловецька область)
Голя́м-Ізво́р (болг. Голям извор) — село в Ловецькій області Болгарії. Входить до складу общини Тетевен.

## Населення
За даними перепису населення 2011 року у селі проживали 418 осіб, з них 401 особа (99,0%) — болгари.
Розподіл населення за віком у 2011 році:
Динаміка населення: